# Héctor López Reboledo
Héctor López Reboledo (San Ramón, 28 gennaio 1907 – 1989) è stato un allenatore di pallacanestro uruguaiano.

## Carriera
Ha allenato l'Uruguay in vari periodi a partire dal 1937. Ha disputato due edizioni dei Giochi olimpici, vincendo la medaglia di bronzo a Melbourne 1956. Ha conquistato il titolo ai FIBA South American Championship di Uruguay 1940 e Colombia 1955, oltreché il bronzo a Perù 1938 e Argentina 1941.